# Ficus americana
Ficus americana är en mullbärsväxtart. Ficus americana ingår i släktet fikonsläktet, och familjen mullbärsväxter.

## Underarter
Arten delas in i följande underarter:
- F. a. americana
- F. a. andicola
- F. a. greiffiana
- F. a. guianensis
- F. a. subapiculata

## Bildgalleri

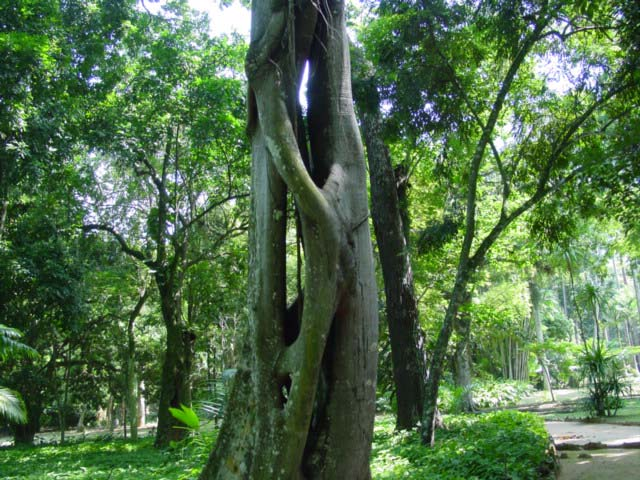